# Ford Verona

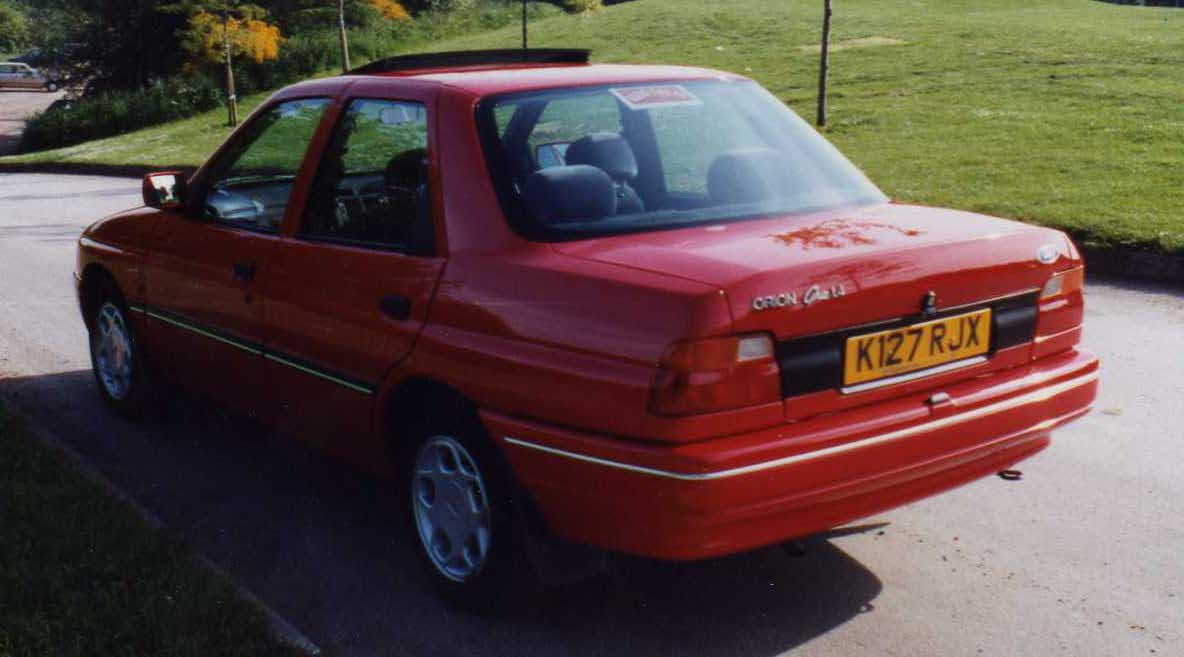
Ford Orion, equivalente europeu do Verona de 2ª geração

O Verona é um derivado direto do Ford Orion , um coupé europeu baseado no Escort. A Ford brasileira deu à primeira geração em 1989, do modelo nacional além de carroceria de duas portas, uma traseira com design próprio. Foi produzido até 1996, com uma interrupção durante o ano de 1993 (troca de geração).
O codinome inicial do projeto era Nevada. A Ford estava indecisa quanto ao nome final do projeto, e resolveu escolher o nome aleatoriamente em um computador. O nome selecionado apareceu: Verona. Chegou ao mercado em 1989 com duas opções de motor, o Ford CHT 1.6 e o VW AP 1.8. Posteriormente receberia o motor 2.0 AP, além da configuração 1.8i e 2.0i, ambos VW AP também.

## Primeira geração

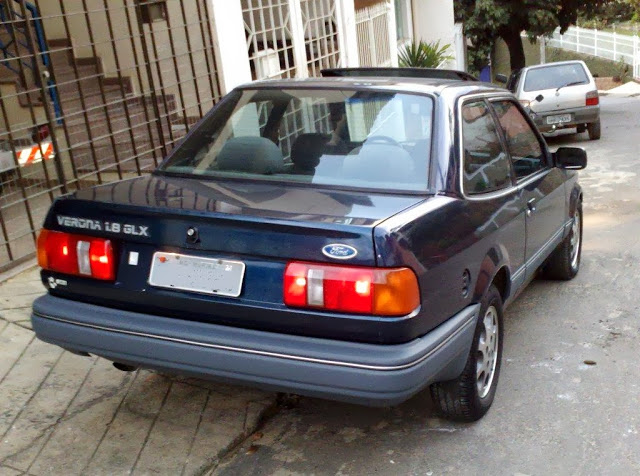
Ford Verona 1.8 GLX 1992

A produção do Verona no Brasil se iniciou em 1989. O design externo e interno e a parte mecânica da 1ª geração do Verona lembra a 4ª geração do Escort, com exceção do porta malas maior do Verona. A motorização, o câmbio, os assentos dianteiros, o painel e o volante são bem semelhantes ao do Escort.
A 1ª geração do Verona também é chamada de MK4 (4ª geração), devido a possuir praticamente o mesmo acabamento interno e o aspecto externo semelhança com a 4ª geração do Escort, na dianteira apenas a grade era o diferencial. A 1ª geração do Verona no Brasil foi produzida somente com carroceria duas portas, conforme ditavam-se as regras de mercado na época.
Em relação ao Ford Orion produzido na Europa, o Verona tem um design mais bem resolvido, principalmente na sua parte traseira, com um bonito porta-malas com maior capacidade.
O Verona foi em 1989 o primeiro lançamento da Autolatina no Brasil, depois em 1990, viria seu irmão alemão Apollo. Os dois modelos tinham poucas diferenças mecânicas e estéticas. O Verona tinha uma característica mais clássica em relação ao seu irmão, que vinha com um desenho mais esportivo. O Verona, na década de 1990, foi tido como um dos carros mais silenciosos e confortáveis do mercado brasileiro.
Em 1992, o Verona de primeira geração saía de fábrica com catalisador, para atender as normas do PROCONVE.
Também em 1992 o Verona passou a oferecer o sistema de direção hidráulica progressiva, opcionalmente para as versões 1.8 LX e 1.8 GLX, esta última recebeu rodas aro 14 e pneus mais largos.

### Versões
- LX (Luxe Version): Versão mais simples. Possuía faróis de neblina de série. O motor que equipava a versão era o CHT 1.6, posteriormente batizado de AE1600. Opcionalmente poderia vir com o VW AP1800.
- GLX (Gran Luxe Version): Versão mais completa. Seu painel, diferentemente da versão LX, possui conta-giros. De série, possuía trio elétrico (vidros, travas e retrovisores), antena elétrica, radio Bosch, rodas de liga 13 polegadas (14 na versão GLX 1992), além de ar condicionado. Tinha como opcional teto solar. Seu motor era sempre o VW AP1800.

### Especificações técnicas[1]
| Motor    | Descrição                   | Cilindradas | Potência       | Torque            | Fabricação | Combustível | Carburador |
| -------- | --------------------------- | ----------- | -------------- | ----------------- | ---------- | ----------- | ---------- |
| Ford CHT | 1.6 8v 4 cilindros em linha | 1555 cm³    | 78 cv @5200rpm | 13,3kgfm @3200rpm | 1989-1992  | Gasolina    | Weber 460  |
| Ford CHT | 1.6 8v 4 cilindros em linha | 1555 cm³    | 80 cv @5200rpm | 13,6kgfm @3000rpm | 1989-1992  | Etanol      | Weber 460  |
| VW AP    | 1.8 8v 4 cilindros em linha | 1781 cm³    | 94 cv @5800rpm | 16,1kgfm @3000rpm | 1989-1992  | Gasolina    | Brosol 2E7 |
| VW AP    | 1.8 8v 4 cilindros em linha | 1781 cm³    | 99 cv @5600rpm | 16,0kgfm @2800rpm | 1989-1992  | Etanol      | Brosol 2E7 |

## Segunda geração

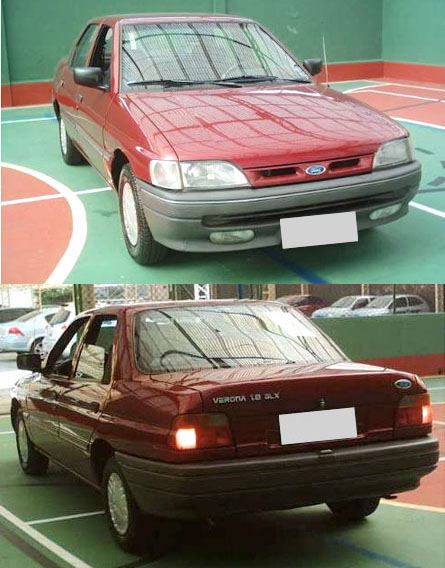
Verona 1.8 GLX 1994

No 2º semestre de 1992, Escort avança para a 5ª geração. O Verona, seguindo o padrão da geração anterior, também segue. Porém, ao contrário do Escort MK5 (5ª geração), que seus primeiros modelos eram 92/93, o Verona só veio a possuir modelo 93/94. Seguiu o mesmo padrão, com acabamentos e diversas peças iguais a sua versão Hatch, o Escort. Desta vez, a carroceria era 4 portas. Nesta geração, os motores eram todos Volkswagen AP; 1.8 e posteriormente 2.0.

### Versões
LX: Versão básica de 93 e meados de 94. Em sua produção possuía apenas a versão 1.8 carburada.
GL: Versão básica que substituiu a "LX" de final de 94 até 96. O modelos de 94 e 95 poderiam ser carburados mecanicamente, ou equipados com carburador eletrônico. O modelo 96 recebeu injeção eletrônica FIC, a mesma que equipava o Escort XR3 1995. Além de que o modelo GL vinha até 95 vinha equipado com luz de neblina traseira de série e apoio de braços no banco traseiro, equipamentos que o "LX" não era tinha nem como opcional. Nos modelos 96, o modelo GL perdeu os faróis de neblina dianteiros e traseiro, assim como o apoio de braço no banco traseiro.
GLX: Modelos 93/94 e 94/95 podiam ser 1.8 ou 2.0 carburados ou injetados, e tinham como opcionais: retrovisores elétricos, ar condicionado e vidros traseiros elétricos. Em 95, o ar condicionado passou a ser de série, e o motor ganhou injeção eletrônica. Em 96 esse modelo perdeu a opção do motor 2.0, este ficando somente com o modelo "S". 
O modelo GLX 96 foi pouco vendido devido ao preço na época, e hoje em dia é mais comum se encontrar o GL ou o S.
Ghia: Versão mais luxuosa disponível. Possuía o motor nas duas litragens disponíveis, mas sempre com injeção eletrônica; 1.8i ou 2.0i. De série, possuía: vidros, antena, retrovisores e travas elétricas, rádio digital com CD Player, rodas de liga leve, bancos com regulagem de altura e lombar, volante com regulagem de altura e distância, ar condicionado completo. Até o lançamento da versão S, era a única que possuía freio a disco nas 4 rodas.
S (1995): Série especial, lançada em Agosto de 1995 pela Ford. Faz uma alusão ao modelo XR3, mas no modelo sedan. Esta foi uma versão com quase todos itens de XR3. Foi produzida por apenas dois meses: agosto a setembro de 1995. Possuía como itens de série: motor 2.0i, ar condicionado, ar quente, antena elétrica, vidros elétricos (nas 4 portas), travas e retrovisores elétricos, faróis de neblina dianteiros e traseiros, freio a disco nas 4 rodas. Na lista de itens herdados do Escort XR3, estão: para-choque dianteiro com faróis de neblina e setas inferiores diferenciadas, grade do radiador fechada, faróis bi parábolas (duplos), setas superiores mais curtas, volante, painel de instrumentos, manopla do câmbio. É neste modelo que se encontram um dos itens talvez mais raros de toda a linha Escort/Verona: bancos Recaro próprios para o Verona, com regulação de lombar, altura e reclinação. Estes bancos se diferem dos bancos Recaro utilizados no XR3 em pontos como tonalidade (mais clara no Verona), posicionamento do escrito "Recaro" (mais abaixo no Verona), além da ausência de botões laterais rebatedores, visto que estavam equipando um carro 4 portas. Um ponto onde a versão S foi questionada, foi a ausência de teto-solar, nem ao menos como opcional. Item este que o Escort XR3 possuía de série em todas as gerações. Vale a pena lembrar que esta versão não possuía nenhum item como opcional.
S (1996): Com a chegada de capôs novos em toda a linha Escort/Verona 1996, com grade oval embutida, este modelo passou a ter uma frente diferente do modelo 1995. Apesar da inovação, este modelo sofreu um grande empobrecimento, pois perdera vários itens do modelo 1995: para-choque dianteiro, faróis de neblinas e setas inferiores diferenciadas, faróis duplos, setas superiores mais curtas, grade fechada do radiador, freios a disco nas 4 rodas. O ar condicionado, assim como retrovisores e vidros traseiros elétricos eram agora opcionais. Além disto, também perdeu os bancos Recaro exclusivos.

### Novo capô na linha 96
Em 1996, último ano de produção da 5ª geração do Escort, este ganha o capô do Escort MK6 (geração não disponível no Brasil) e continua com todo o conjunto de mesma forma. O Verona segue o padrão. O capô possui a grade embutida, em forma oval.

### Especificações técnicas[2]
| Motor | Descrição                    | Cilindradas | Potência          | Torque            | Fabricação | Combustível | Carburador   | Injeção Eletrônica                       |
| ----- | ---------------------------- | ----------- | ----------------- | ----------------- | ---------- | ----------- | ------------ | ---------------------------------------- |
| VW AP | 1.8 8v 4 cilindros em linha  | 1781 cm³    | 91,1 cv @5400rpm  | 14,5kgfm @3000rpm | 1993-1995  | Gasolina    | Brosol 2E-CE | -                                        |
| VW AP | 1.8 8v 4 cilindros em linha  | 1781 cm³    | 99 cv @5400rpm    | 15,6kgfm @3400rpm | 1993–1995  | Álcool      | Brosol 2E-CE | -                                        |
| VW AP | 1.8i 8v 4 cilindros em linha | 1781 cm³    | 90,7 cv @5500rpm  | 14,9kgfm @3000rpm | 1994-1996  | Gasolina    | -            | FIC                                      |
| VW AP | 1.8i 8v 4 cilindros em linha | 1781 cm³    | 98,2 cv @5500rpm  | 15,4kgfm @3000rpm | 1994-1996  | Álcool      | -            | FIC                                      |
| VW AP | 2.0 8v 4 cilindros em linha  | 1984 cm³    | 108 cv @5400rpm   | 17,5kgfm @3400rpm | 1993-1995  | Gasolina    | Brosol 2E-CE | -                                        |
| VW AP | 2.0 8v 4 cilindros em linha  | 1984 cm³    | 115,6 cv @5400rpm | 17kgfm @3400rpm   | 1993-1995  | Álcool      | Brosol 2E-CE | -                                        |
| VW AP | 2.0i 8v 4 cilindros em linha | 1984 cm³    | 120,1 cv @5600rpm | 17,7kgfm @3200rpm | 1993-1996  | Gasolina    | -            | LE-Jetronic (1993-1994), FIC (1995-1996) |
| VW AP | 2.0i 8v 4 cilindros em linha | 1984 cm³    | 122,1 cv @5850rpm | 18,4kgfm @3400rpm | 1993-1996  | Álcool      | -            | LE-Jetronic (1993-1994), FIC (1995-1996) |

| Modelo             | Freios                                              | Rodas                  | Pneus      | Peso                                      |
| ------------------ | --------------------------------------------------- | ---------------------- | ---------- | ----------------------------------------- |
| 1.8/1.8i GL/LX/GLX | Dianteiros: Disco ventilado Traseiros: tambor       | Aço estampado 13" x 5" | 175/70/R13 | 1045 kg (GL), 1060 kg (LX), 1075 kg (GLX) |
| 2.0/2.0i GLX       | Dianteiros: Disco ventilado Traseiros: tambor       | Liga leve 13" x 5,5"   | 175/70/R13 | 1115 kg                                   |
| 2.0i Ghia/S        | Dianteiros: Disco ventilado Traseiros: Disco sólido | Liga leve 14" x 6"     | 185/60/R14 | 1145 kg (Ghia), ????kg (S)                |

## Sai Verona, entra Escort Sedan
Em 1997, surge a geração 7ª geração do Escort (MK7), com motor Zetec 1.8 16v e posteriormente Zetec Rocam 1.6 8v. Diferentemente do Escort, o Verona sai de linha, dando lugar ao Escort Sedan.
O Escort Sedan foi produzido apenas em 1997 e 1998, nas versões GL e GLX, ambas equipadas com o novo motor Zetec 1.8 16v à gasolina, que rendia 115 cv. A versão 97/97 GLX recebeu teto-solar elétrico de fábrica. Em 1998 o Escort Sedan se despede do mercado, deixando seus irmãos Hatch e SW (Station Wagon) no mercado até 2003, decretando o fim da linha Escort.
Em 1998, na Europa, foi lançado o sucessor da linha Escort/Verona: O Ford Focus, que chegou ao mercado brasileiro apenas em 2000.